# Metopius comptus
Metopius comptus là một loài tò vò trong họ Ichneumonidae.